# Ђорђе Беровић
Ђорђе Беровић (грч. Γεώργιος Βέροβιτς Γεώργιος Βέροβιτς; 1845 — 1897), познат као Беровић-паша (тур. Beroviç Paşa) био је османски државник. Он је био на функцији генерал-гувернера (валија) на Криту и био је кнез полу-аутономне Кнежевине Самос.

## Биографија
Рођен је у Скадру, у српској породици.. Био је последњи у линији паша из породице Беровић. У 19. веку влада Османског царства тражи да хришћанске породице пошаљу синове на образовање у Истанбул како би имала школоване хришћане за управнике хришћанских провинција.
Познат је по томе што је помирио грчке побуњенике и Порту. Грци су га сматрали својим кнезом, а турци њиховим пашом. 